# Japanisch-russische Beziehungen
Die japanisch-russischen Beziehungen werden von dem Kurilenkonflikt überschattet. Das Russische Reich und das Japanische Reich lieferten sich späten 19. Jahrhundert einen Wettbewerb um Einfluss in der Mandschurei und der Koreanischen Halbinsel, welcher 1904 im Russisch-Japanischen Krieg gipfelte, der mit einem japanischen Sieg endete und zur Schwächung der Monarchie in Russland beitrug. Später griff Japan von 1918 bis 1922 in den russischen Bürgerkrieg ein und entsandte Truppen in den russischen Fernen Osten und nach Sibirien. Es folgten Grenzkonflikte zwischen der Sowjetunion und dem Kaiserreich Japan in den 1930er Jahren. Die beiden Länder unterzeichneten 1941 einen Nichtangriffspakt, doch die sowjetische Regierung erklärte Japan im August 1945 trotzdem den Krieg, indem sie in den japanischen Marionettenstaat Mandschukuo und in Korea einmarschierte und die nördlich von Japan gelegene Inselkette der Kurilen besetzte. 1956 nahmen beide Länder wieder diplomatische Beziehungen auf, haben aber bis heute den Territorialstreit um die Kurilen nicht beigelegt und noch keinen endgültigen Friedensvertrag unterzeichnet. Nach der russischen Invasion in der Ukraine im Jahr 2022 wurden die Beziehungen sehr angespannt, da Japan sich den Sanktionen gegen Russland anschloss, weshalb es von Moskau auf die Liste unfreundlicher Staaten gesetzt wurde.

## Geschichte

### Russisches Zarenreich und Kaiserreich Japan

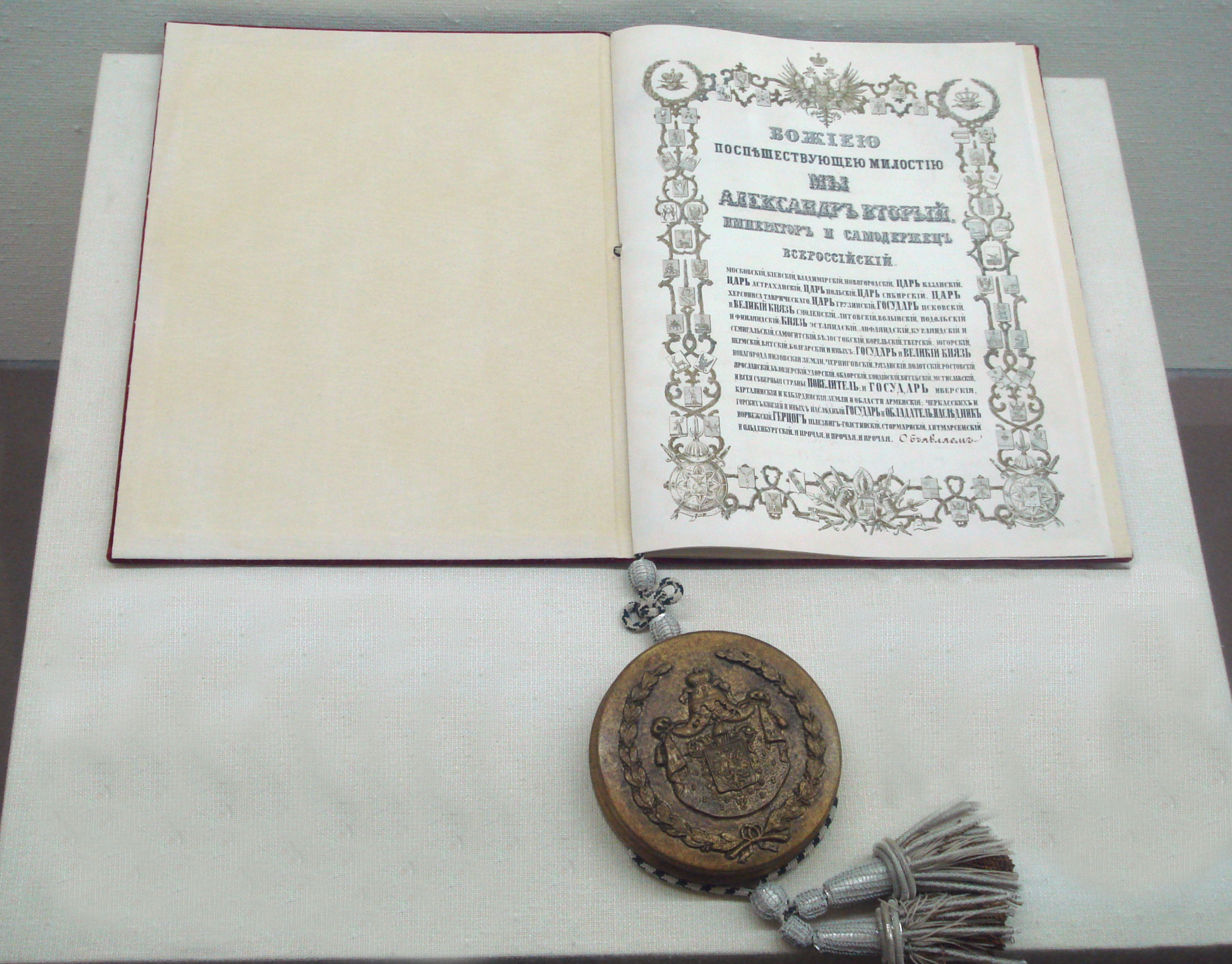
Vertrag von Sankt Petersburg von 1875

Sporadische Kontakte zwischen Japan und Russland gab es schon vor 1855. Der russische Seefahrer Adam Laxman wurde von Katharina der Großen entsandt, um den japanischen Schiffbrüchigen Daikokuya Kōdayū nach Japan zurückzubringen. Der russische Diplomat Nikolai Resanow wurde später von Alexander I. beauftragt, einen Handelsvertrag mit Japan abzuschließen, doch seine Bemühungen schlugen fehl. Ab 1855 wurden diplomatische und kommerzielle Beziehungen zwischen den beiden Kaiserreichen aufgenommen. Anfangs waren die Beziehungen überwiegend freundschaftlich. Mit dem Vertrag von Sankt Petersburg 1875 erhielt Russland die territoriale Kontrolle über ganz Sachalin und Japan die Kontrolle über alle Kurileninseln. Japan hoffte, durch eine klare Grenzziehung zwischen den beiden Reichen russische Expansionsbestrebungen in japanischen Gebieten zu verhindern. Russland begann mit dem Bau der Transsibirischen Eisenbahn, die dem Land zum ersten Mal einen einfachen Zugang zu Sibirien und den angrenzenden Gebieten ermöglichte, womit es seine Aktivitäten in Ostasien verstärken konnte. Japan und Russland beteiligten sich an der Niederschlagung des Boxeraufstandes (1899–1901) in China. Die Beziehungen verschlechterte sich, als beide Nationen um die Kontrolle der Mandschurei und Koreas stritten. Japan war verärgert über die russische Einmischung in seine Pläne zur Schaffung einer eigenen Einflusssphäre. Japan bot an, die russische Vorherrschaft in der Mandschurei anzuerkennen, wenn es im Gegenzug Korea als Teil der japanischen Einflusssphäre anerkennen würde. Russland lehnte ab und verlangte, dass Korea nördlich des 39. Breitengrades eine neutrale Pufferzone zwischen Russland und Japan werden sollte. Die japanische Regierung entschied sich einen Krieg zu beginnen, um die als Bedrohung empfundene russische Expansion in Asien zu stoppen. Der Russisch-Japanische Krieg (1904–1905) endete mit einem Sieg Japans, dem ersten Sieg einer asiatischen Nation über eine europäische Kolonialmacht. Mit der Niederlage musste Russland die japanische Oberherrschaft über die Mandschurei und Korea anerkennen. Nachdem Russland 1905 besiegt worden war, übernahm Japan die Kontrolle über den Südteil der Insel Sachalin und die Kurilen. Zwischen 1905 und 1917 wurden die Beziehungen wieder besser, als beide Länder bei der Aufteilung der Einflusssphären in Ostasien kooperierten.

### Sowjetisch-japanische Beziehungen

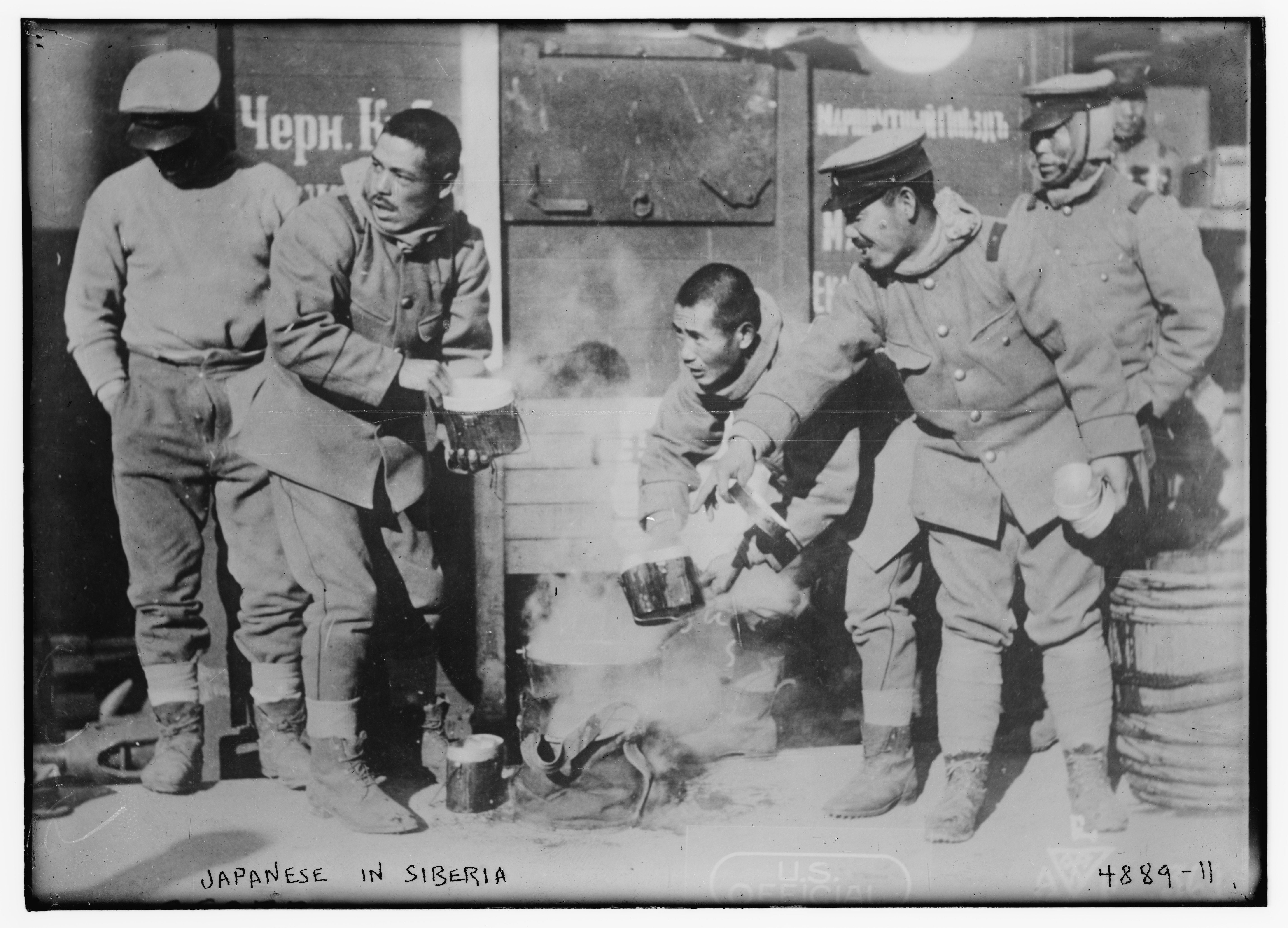
Japanische Soldaten in Sibirien während des Russischen Bürgerkriegs

Im Russischen Bürgerkrieg intervenierte Japan auf Seiten der Weißen Armee gegen die Bolschewiki. Zwischen 1918 und 1922 besetzte Japan Wladiwostok. Nach dem Sieg der Bolschewiki erkannte das Japanische Kaiserreich die Sowjetunion schließlich mit dem sowjetisch-japanischen Basisabkommen von 1925 an. Mit dem Abkommen gaben die Japaner die nördlichen Kurilen an die Russische SSR zurück, im Gegenzug erkannten die Sowjets alle Verträge an, die der Zar mit den Japanern geschlossen hatte. Die ersten Jahre nach der Aufnahme diplomatischer Beziehungen waren ruhig, was vor allem auf die teilweise Zurückhaltung in der Expansionspolitik des japanischen Kaiserreichs vor 1931 zurückzuführen ist. Auch das sowjetische Bedürfnis, den Handel aufrechtzuerhalten, und die vorübergehende Verschlechterung der chinesisch-sowjetischen Beziehungen in der Zeit des sowjetisch-chinesischen Grenzkriegs 1929 begünstigten die Verständigung. Nach der japanischen Invasion in der Mandschurei und der Gründung des Marionettenstaates Mandschukuo im Jahr 1932 richtete Japan seinen Blick auf sowjetische Gebiete. Nach 1936 verschlechterten sich die sowjetisch-japanischen Beziehungen drastisch. Grund dafür war der Abschluss des Antikominternpakts zwischen Japan und NS-Deutschland im November 1936. Zwischen 1938 und 1939 kam es zu dem Japanisch-Sowjetischen Grenzkonflikt, bei dem die Sowjets eine Expansion der Japaner in Richtung Norden erfolgreich zurückschlagen konnten. Im Jahr 1941, zwei Jahre nach dem Grenzkrieg, unterzeichneten Japan und die Sowjetunion den Japanisch-Sowjetischen Neutralitätspakt. Ab dem 22. Juni 1941 überfiel Deutschland die Sowjetunion. Japan erwog, den Pakt zu brechen. Der in Japan aktive deutsche Spion Richard Sorge informierte die Sowjets aber rechtzeitig, dass Japan die Sowjetunion nicht angreifen würden, wodurch sie sich auf den Krieg gegen die Wehrmacht konzentrieren konnte. Nachdem sich das Blatt im Pazifikkrieg gegen Japan gewendet hatte, brach die Sowjetunion den Pakt. Die Rote Armee marschierte ab dem 9. August 1945 in der Mandschurei ein (dort lag damals der Großteil der Industrie und der Rohstoffe Chinas) und besetzte den Norden der Koreanischen Halbinsel. In der Folge besetzte die Rote Armee auch alle seit dem Vertrag von Portsmouth (1905) zu Japan gehörenden Kurileninseln sowie die Habomai-Inseln, Shikotan, Kunashiri und Etorofu.

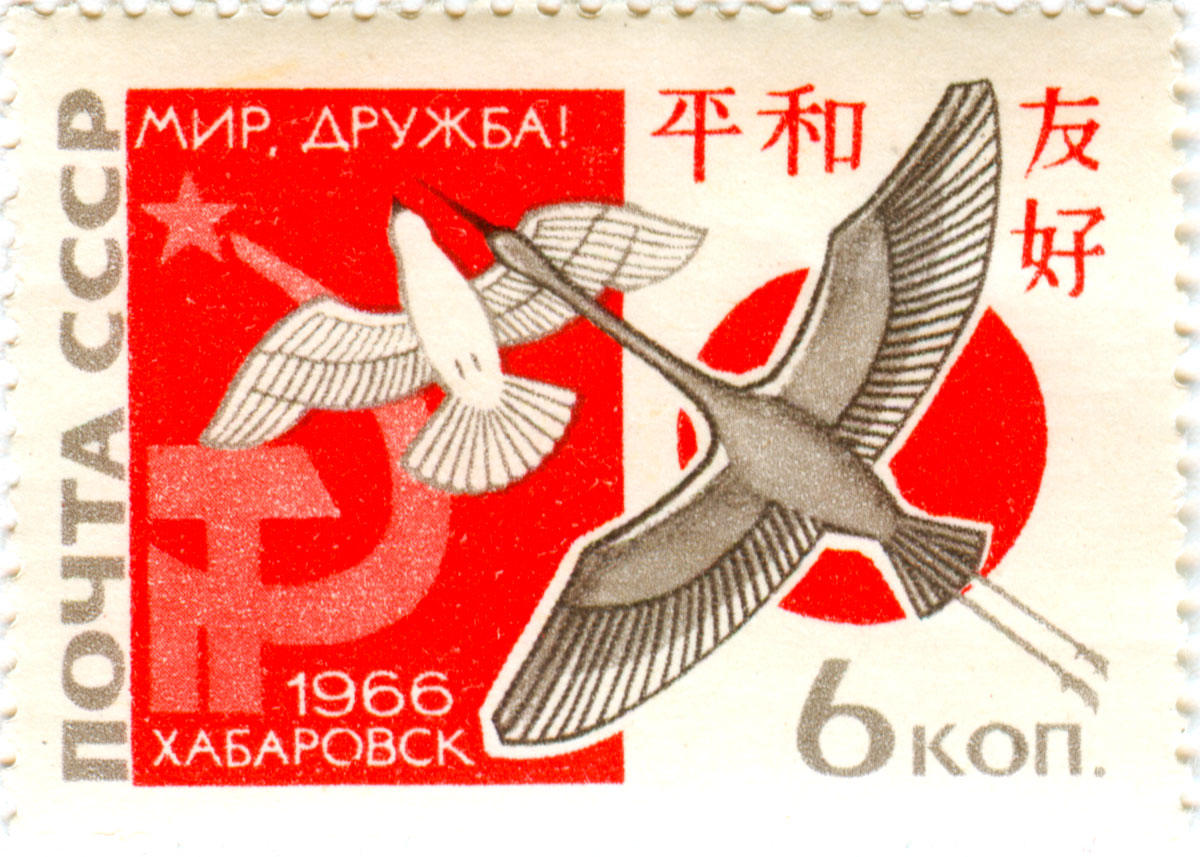
Sowjetisch-japanische Briefmarke von 1966

Die Wiederaufnahme diplomatischer Beziehungen zwischen dem nun demokratischen Japan und der Sowjetunion erfolgte 1956 mit dem Abschluss eines bilateralen Vertrages. Die beiden Parteien vereinbarten, die Verhandlungen über einen Friedensvertrag fortzusetzen, einschließlich territorialer Fragen. Darüber hinaus verpflichtete sich die Sowjetunion, Japan bei der Aufnahme in die UNO zu unterstützen und auf alle Reparationsforderungen zu verzichten. Die Sowjets, damals unter Chruschtschow, deuteten die Möglichkeit an, die Rückgabe der Habomai-Inseln und Shikotan in Erwägung zu ziehen, wenn Japan sein Bündnis mit den Vereinigten Staaten aufgäbe. Nachdem Japan sich 1960 mit dem Vertrag über gegenseitige Kooperation und Sicherheit zwischen Japan und den Vereinigten Staaten sicherheitspolitisch eng an die USA gebunden hatte, verblieben die Inseln bei der Sowjetunion. Japan pflegt seit den 1950er Jahren enge Beziehungen zu den USA und anderen westlichen Staaten.
Ab den 1970er Jahren etablierte Japan pragmatische Beziehungen zur Sowjetunion – damals unter Breschnew – und wurde einer ihrer wichtigsten Handelspartner außerhalb des Warschauer Paktes. Die Unterzeichnung des chinesisch-japanischen Friedensvertrags Mitte 1978 war ein schwerer Rückschlag für die japanisch-sowjetischen Beziehungen, welcher von den Sowjets als chinesisch-amerikanisch-japanisches Bündnis gegen sie selbst gesehen wurde.
Michail Gorbatschow, seit März 1985 Generalsekretär der KPdSU, startete eine neue diplomatische Initiative. Diese  scheiterte an der japanischen Beharrung der Klärung der offenen territorialen Frage zwischen den Ländern.

### Japanisch-russische Beziehungen nach dem Kalten Krieg

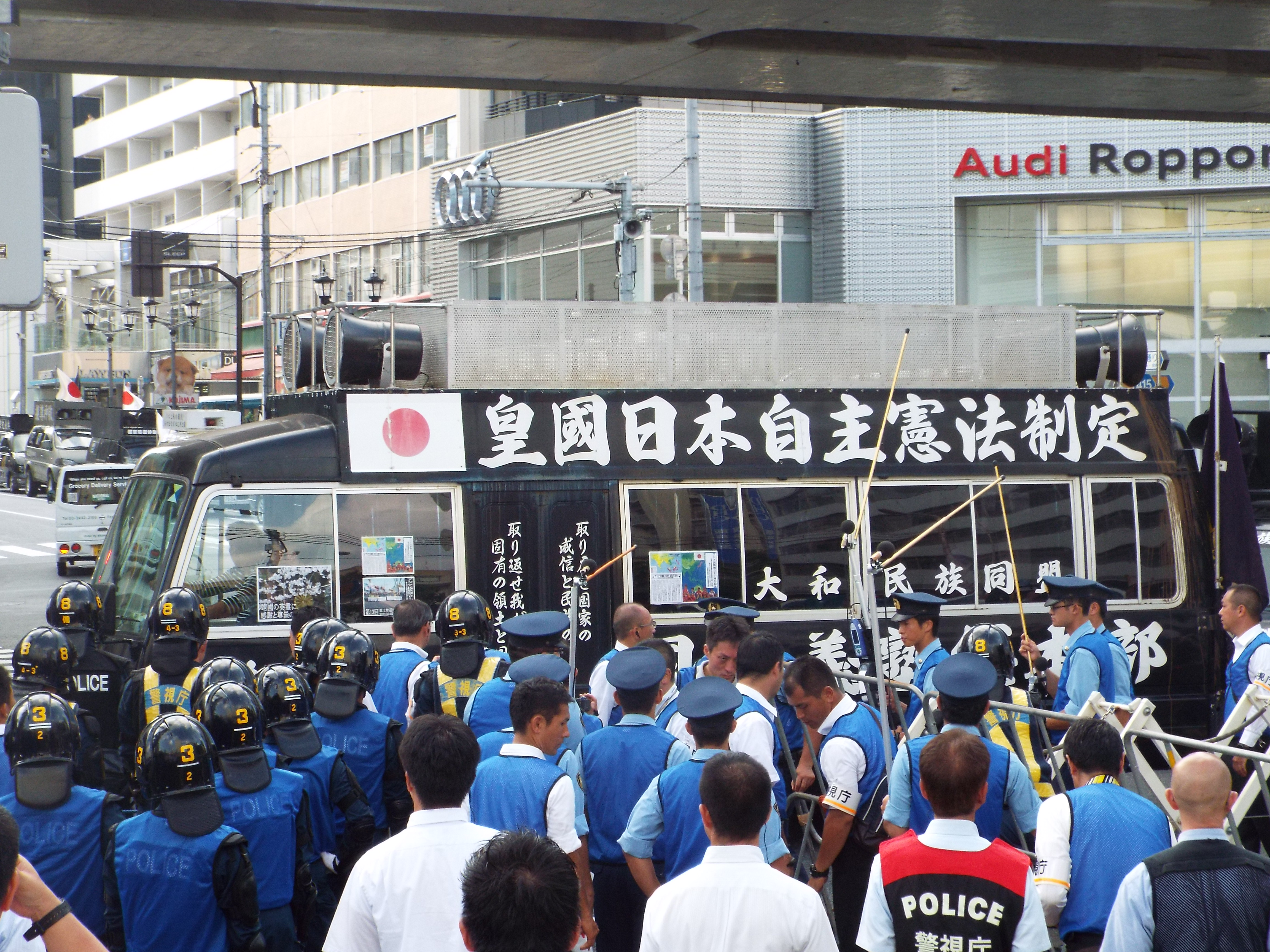
Nationalistische Demonstrationen vor der russischen Botschaft in Tokio (2015)

Nach dem Zerfall der Sowjetunion erwog der russische Präsident Boris Jelzin 1992 die Rückgabe der südlichen Kurileninseln an Japan im Gegenzug für wirtschaftliche Hilfen. In den 1990er Jahren wurden die wirtschaftlichen Beziehungen zwischen beiden Ländern vertieft und intensive Verhandlungen um eine Lösung der Territorialstreitigkeiten geführt. Im November 1998 fand ein Treffen zwischen Außenminister Keizo Obuchi und Jelzin in Moskau statt, bei dem Russland vorschlug, Japan gemeinsam mit Russland einen Sonderstatus für die umstrittenen Inseln als rechtliche Übergangsregelung zu gewähren. Die japanische Seite reagierte zurückhaltend auf diesen Vorschlag, und bis 1999 herrschte in der Territorialfrage eine Pattsituation, während die wirtschaftlichen Initiativen zwischen beiden Ländern ins Stocken gerieten. In der Russlandkrise gewährte Japan im Rahmen der Weltbank dem bankrotten russischen Staat schließlich einen Kredit in Höhe von 1,5 Milliarden US-Dollar. Anfang des  Jahres 2000 wurde Wladimir Putin Jelzins Nachfolger. Es gelang nicht, den Konflikt zwischen beiden Ländern beizulegen. Der Streit um die südlichen Kurilen verschlechterte die russisch-japanischen Beziehungen, als die japanische Regierung am 16. Juli 2008 eine neue Richtlinie für Schulbücher veröffentlichte, die japanischen Kindern beibringen sollte, dass ihr Land die Souveränität über die Kurileninseln besitzt, was in Russland kritisiert wurde. Auch die aggressivere Außenpolitik der Putin-Regierung störte das Verhältnis zwischen beiden Ländern. Nach der russischen Annexion der Krim verhängte Japan mehrere Maßnahmen gegen Russland, darunter die Einstellung der Konsultationen über eine Lockerung der Visabestimmungen zwischen den beiden Ländern und die Aussetzung der Gespräche über die Zusammenarbeit bei Investitionen und der Raumfahrt. 2015 (das Putin-Regime hatte inzwischen die Krim annektiert) erhob Russland erweiterte Ansprüche auf die Seegebiete um die Kurilen, wo sich Rohstoffvorkommen befinden, was Japan verärgerte. Am 24. Februar 2022 begannen russische Streitkräfte einen völkerrechtswidrigen Angriffskrieg gegen die Ukraine. Japan verurteilte den Angriff und erhob Sanktionen gegen Russland. Japan und Russland wiesen jeweils zahlreiche Diplomaten aus, und Russland brach die Friedensverhandlungen mit Japan ab, die auch Gespräche über die Beilegung des Streits um die Kurileninseln umfassten.